# Herbert Marshall
Herbert Marshall, volledige naam Herbert Brough Falcon Marshall, (Londen, 23 mei 1890 - Beverly Hills, 22 januari 1966) was een Engels acteur.

## Leven en werk

### Debuut
Marshall werkte eerst een tijd als boekhouder. Na zijn ontslag ging hij als manusje-van-alles achter de schermen werken voor verscheidene theatergezelschappen. In 1911 debuteerde hij als acteur op de planken. Toen de Eerste Wereldoorlog uitbrak nam hij dienst in het leger. In 1917 werd hij tijdens de Slag bij Arras in de knie geraakt wat de amputatie van zijn rechterbeen tot aan de heup tot gevolg had.

### Jaren twintig
Na de Wapenstilstand bouwde Marshall zijn toneelcarrière verder uit. Hij maakte zijn Broadwaydebuut in 1921. Hij oogstte veel bijval, zowel in Engeland als in de Verenigde Staten. Hij acteerde regelmatig samen met actrice Edna Best die zijn tweede vrouw zou worden.

### Filmcarrière

#### Beginjaren
Marshall debuteerde op het grote scherm in 1927 in de stomme film Mumsie. Dit drama behaalde heel wat succes en hielp zijn carrière in Hollywood opstarten. Zijn volgende film, het drama The Letter (1929), was de eerste van de vijf films naar het werk van William Somerset Maugham waarin Marshall meespeelde. Vervolgens vertolkte hij een jurylid in een moordzaak die zelf op zoek gaat naar de waarheid in de vroege Hitchcockthriller Murder! (1930) en in een drietal Britse drama's waarin hij de affiche deelde met Edna Best. 

#### Jaren dertig - halfweg de jaren veertig: de glorieperiode
In 1932 brak hij in Hollywood door met zijn twee bekendste acteerprestaties van de jaren dertig. Eerst deed Josef von Sternberg een beroep op hem voor de rol van de zwaar zieke echtgenoot van cabaretzangeres Marlene Dietrich in het drama Blonde Venus. Datzelfde jaar kreeg hij de gelegenheid om de mannelijke hoofdrol van gentleman-dief te vertolken in de vederlichte romantische komedie Trouble in Paradise van Ernst Lubitsch.
In de jaren dertig (tot het midden van de jaren veertig) speelde hij in heel wat romantische melodrama's en 'screwball comedies' de zachtaardige, elegante en betrouwbare 'leading (gentle)man' van beroemde actrices als Claudette Colbert (3 films), Bette Davis (2 films), Barbara Stanwyck (2 films), Marlene Dietrich (2 films), Mary Astor (2 films), Greta Garbo, Joan Crawford, Katherine Hepburn ...
Vermeldenswaardig zijn twee drama's uit 1934, Riptide en The Painted Veil (naar Somerset Maugham) waarin Marshall als weinig avontuurlijke maar degelijke en hardwerkende echtgenoot (bezadigde zakenman en bezige dokter) bedrogen wordt door zijn vrouw en haar ten slotte vergeeft. Hetzelfde overkwam hem een derde keer in de tragikomedie Angel (1937) wanneer Lubitsch hem opnieuw vroeg als de gedistingeerde filmechtgenoot (de druk reizende topdiplomaat) van Marlene Dietrich. In het drama Zaza van vrouwenregisseur George Cukor was het echter Marshall die als getrouwde man aanpapt met een cabaretzangeresje en haar erg ontgoochelt als ze de waarheid verneemt.
Marshall zette dit decennium sterk in met karakterrollen maar hij kreeg op zijn vijftigste steeds minder de echte hoofdrol toebedeeld. In de spionagefilm  Foreign Correspondent (Alfred Hitchcock, 1940) vertolkte hij een nazi agent met een volwassen dochter aan de vooravond van de Tweede Wereldoorlog. Hij werkte ook mee aan The Letter (1940, een remake van de gelijknamige Maughamverfilming uit 1929) en aan het veelvoudig Oscargenomineerde The Little Foxes (1941, de filmadaptatie van Lillian Hellmans gelijknamige toneelstuk). In die twee indringende drama's van William Wyler had hij af te rekenen met zijn koele en hatelijke filmechtgenote Bette Davis.

#### Tweede helft jaren veertig - jaren vijftig
Marshall gaf twee keer gestalte aan Somerset Maugham (of zijn alter ego) in The Moon and Sixpence (1942) en The Razor's Edge (1946), twee dramatische romanadaptaties van Maugham.
Hij zette zijn ondersteunende karakterrollen voort. Hij belichaamde goedmoedige personages zoals de blinde meevoelende oudere vriend-pianist in de romantische fantasyfilm The Enchanted Cottage (1945) en de chagrijnige oom-weduwnaar die weer zin krijgt in het leven door de komst van zijn nichtje in de familiefilm The Secret Garden (1949). Daarnaast kwam zijn duistere kant eveneens tot uiting: de moordenaar van zijn vrouw en haar minnaar in Duel in the Sun (1946), King Vidors bekendste  western en de hoofdverdachte van een moord in de psychologische film noir thriller High Wall (1947).
Marshall dook in die tijd in meerdere films noirs op: zo was hij de welgestelde man door wie de getrouwde Joan Fontaine geobsedeerd raakt in Ivy (1947), de corrupte uitgever in The Underworld Story (1950) en de vermoorde vader in Otto Premingers Angel Face (1952). 
In 1955 kruiste hij opnieuw het pad van Bette Davis in het historisch drama The Virgin Queen als Robert Dudley, de vertrouweling en levenslange vriend van Elizabeth I van Engeland (Davis). In 1958 was hij de inspecteur die samen met Vincent Price de vlieg met het mensenhoofd terugvindt in de horrorfilm The Fly (1958).

#### Jaren zestig
In de jaren zestig nam Marshall enkel nog bescheiden bijrollen voor zijn rekening. Het ging telkens om mannen van aanzien zoals een eerste minister, een sir, een gouverneur, een professor of een dokter, het beroep dat hij tijdens zijn carrière een tiental keren speelde. Na de thriller The Third Day verhinderde zijn verslechterde gezondheidstoestand hem nog te acteren. 

### Privéleven
Marshall trouwde vijf keer. Zijn eerste huwelijk met Mollie Maitland hield dertien jaar stand (1915-1928). Hij woonde al drie jaar samen met zijn Britse medeactrice Edna Best toen hij uiteindelijk in 1928 scheidde en met haar trouwde. Best gaf hem een dochter, Sarah Marshall (1933-2014) die net als haar ouders actrice werd. In 1940 scheidden Marshall en Best. Onmiddellijk daarna trad Marshall voor de derde keer in het huwelijk, met Lee Russell, de zus van filmster Rosalind Russell. Russell schonk hem een tweede dochter, Ann. In 1947 ging het echtpaar in alle vriendschap uiteen. Datzelfde jaar trouwde Marshall voor de vierde keer met de Amerikaanse actrice Boots Mallory. Het koppel bleef bijeen tot aan het overlijden van Mallory in 1958. Ten slotte huwde Marshall in 1960 een laatste keer met de veel jongere Dee Anne Kahman. Het paar bleef samen tot aan Marshalls dood in 1966. 
Drie jaar lang (1934-1936) had Marshall ook een verhouding met filmdiva Gloria Swanson.  

## Filmografie
- 1927 - Mumsie (Herbert Wilcox)
- 1929 - The Letter (Jean de Limur)
- 1930 - Murder! (Alfred Hitchcock)
- 1931 - Secrets of a Secretary (George Abbott)
- 1931 - The Calendar (Bachelor's Folly) (T. Hayes Hunter)
- 1931 - Michael and Mary (Victor Saville)
- 1932 - The Faithful Heart (Faithful Hearts) (Victor Saville)
- 1932 - Blonde Venus (Josef von Sternberg)
- 1932 - Trouble in Paradise (Ernst Lubitsch)
- 1932 - Evenings for Sale (Stuart Walker)
- 1933 - I Was a Spy (Victor Saville)
- 1933 - The Solitaire Man (Jack Conway)
- 1934 - Four Frightened People (Cecil B. DeMille)
- 1934 - Riptide (Edmund Goulding)
- 1934 - Outcast Lady (Robert Z. Leonard)
- 1934 - The Painted Veil (Richard Boleslawski)
- 1935 - The Good Fairy (William Wyler)
- 1935 - The Flame Within (Edmund Goulding)
- 1935 - Accent on Youth (Wesley Ruggles)
- 1935 - The Dark Angel (Sidney A. Franklin)
- 1935 - If You Could Only Cook (William A. Seiter)
- 1935 - The Lady Consents (Stephen Roberts)
- 1936 - Till We Meet Again (Robert Florey)
- 1936 - Forgotten Faces (Ewald André Dupont)
- 1936 - Girls' Dormitory (Irving Cummings)
- 1936 - A Woman Rebels (Mark Sandrich)
- 1936 - Make Way for a Lady (David Burton)
- 1937 - Breakfast for Two (Alfred Santell)
- 1937 - Angel (Ernst Lubitsch)
- 1938 - Mad About Music (Norman Taurog)
- 1938 - Woman Against Woman (Robert B. Sinclair)
- 1938 - Always Goodbye (Sidney Lanfield)
- 1938 - Zaza (George Cukor)
- 1940 - A Bill of Divorcement (John Farrow)
- 1940 - Foreign Correspondent (Alfred Hitchcock)
- 1940 - The Letter (William Wyler)
- 1941 - Adventure in Washington (Alfred E. Green)
- 1941 - Kathleen (Harold S. Bucquet)
- 1941 - The Little Foxes (William Wyler)
- 1941 - When Ladies Meet (Robert Z. Leonard)
- 1942 - The Moon and Sixpence (Albert Lewin)
- 1943 - Forever and a Day (René Clair, Edmund Goulding, Cedric Hardwicke, Frank Lloyd, Victor Saville, Robert Stevenson en Herbert Wilcox)
- 1943 - Young Ideas (Jules Dassin)
- 1943 - Flight for Freedom (Lothar Mendes)
- 1944 - The Shining Future (LeRoy Prinz) (korte film)
- 1944 - Andy Hardy's Blonde Trouble (George B. Seitz)
- 1945 - The Enchanted Cottage (John Cromwell)
- 1945 - The Unseen (Lewis Allen)
- 1946 - Crack-Up (Irving Reis)
- 1946 - The Razor's Edge (Edmund Goulding)
- 1946 - Duel in the Sun (King Vidor)
- 1947 - Ivy (Sam Wood)
- 1947 - High Wall (Curtis Bernhardt)
- 1949 - The Secret Garden (Fred M. Wilcox)
- 1950 - Black Jack (Captain Blackjack) (Julien Duvivier)
- 1950 - The Underworld Story (Cy Endfield)
- 1951 - Anne of the Indies (Jacques Tourneur)
- 1952 - Angel Face (Otto Preminger)
- 1954 - Riders to the Stars (Richard Carlson)
- 1954 - Gog (Herbert L. Strock)
- 1954 - The Black Shield of Falworth (Rudolph Maté)
- 1955 - The Virgin Queen (Henry Koster)
- 1956 - Wicked as They Come (Ken Hughes)
- 1956 - The Weapon (Val Guest)
- 1958 - Stage Struck (Sidney Lumet)
- 1958 - The Fly (Kurt Neumann)
- 1960 - College Confidential (Albert Zugsmith)
- 1960 - Midnight Lace (David Miller)
- 1961 - A Fever in the Blood (Vincent Sherman)
- 1962 - Five Weeks in a Balloon (Irwin Allen)
- 1963 - The List of Adrian Messenger (John Huston)
- 1963 - The Caretakers (Hall Bartlett)
- 1965 - The Third Day (Jack Smight)

- Biblioteca Nacional de España: XX1378282
- Bibliothèque nationale de France: cb13982527p (data)
- Catàleg d'autoritats de noms i títols de Catalunya: 981058526794406706
- Gemeinsame Normdatei: 141802146
- International Standard Name Identifier: 0000 0001 1618 1676
- Library of Congress Control Number: n85262634
- Nationale Bibliotheek van Tsjechië: xx0186202
- Nationale Bibliotheek van Israël: 987007334870605171
- Nederlandse Thesaurus van Auteursnamen: 355594986
- Istituto Centrale per il Catalogo Unico: UBOV485672
- SNAC: w6cv5cbs
- Système universitaire de documentation: 055667600
- Trove: 1029325
- Virtual International Authority File: 34652264
- WorldCat: E39PBJvhvxb8DfT64FC7gQjXBP